# بوب كليمنس
بوب كليمنس (بالإنجليزية: Bob Clemens)‏ هو لاعب كرة قاعدة أمريكي، ولد في 9 أغسطس 1886 في أوديسا في الولايات المتحدة، وتوفي في 5 أبريل 1964 في مارشال في الولايات المتحدة.

## وصلات خارجية
- بوب كليمنس على موقعبيزبول رفرنس.كوم (الدوري الرئيسي) (الإنجليزية)
- بوب كليمنس على موقعبيزبول رفرنس.كوم (الدوري الثانوي) (الإنجليزية)